# Romaria (canção)
Romaria é uma canção composta por Renato Teixeira em 1977. De letra simples, a música tornou-se muito popular por homenagear Nossa Senhora Aparecida, que é a padroeira do Brasil, e também por fazer referências ao caipira e ao romeiro..
Em 2013, a música figurava no 27º lugar das músicas mais regravadas do Brasil, segundo o Ecad, com 107 regravações. A mais famosa dessas regravações foi a feita por Elis Regina. Conforme o Ecad, no ranking das obras interpretadas por Elis Regina mais tocadas entre janeiro de 2010 a outubro de 2014 nos segmentos de Rádios, Casas de Festas e Casas de Diversão, Romaria aparecia na 10a posição.